# Конрад Церингенский
Конрад I Церингенский (нем. Konrad I. von Zähringen; около 1090, неизвестно — 8 января 1152, Констанц) — герцог Церингенский с 1122 года, ректор Бургундии c 1127 года. Сын Бертольда II фон Церингена и Агнессы Швабской.

## Биография

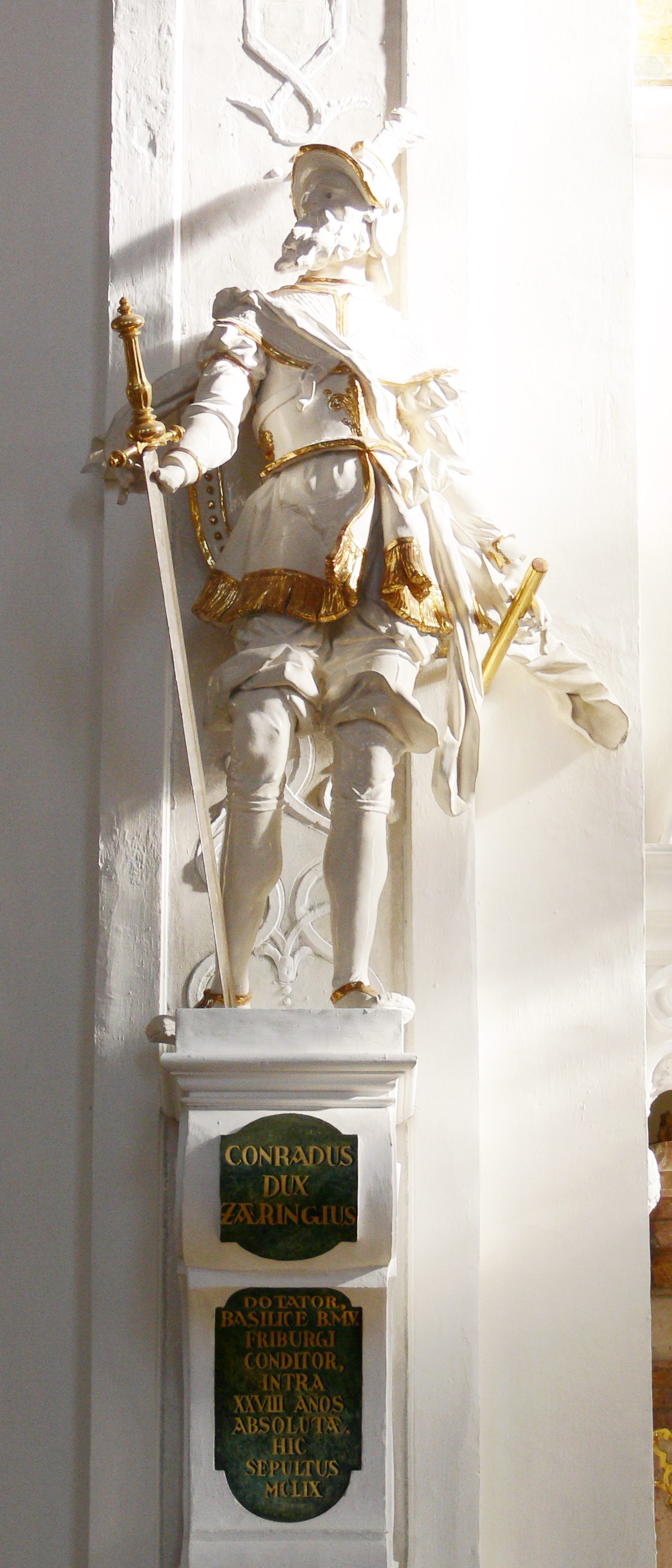
Йозеф Антон Фойхтмайер. Фигура Конрада Церингенского в церкви святого Петра в монастыре святого Петра в Шварцвальде, основанном Конрадом.

Конрад в качестве герцога Церингенского наследовал своему брату Бертольду III в 1122 году. К этому времени он уже был достаточно известен, поскольку вместе с братом вводил городское право во Фрайбурге.
В 1127 году Конрад активно вмешался в дела пфальцграфства Бургундии. Его сестра Агнесса была замужем за бургундским пфальцграфом Вильгельмом (Гийомом) II, а в 1127 году бургундские бароны убили их сына пфальцграфа Вильгельма (Гийома) III. Воспользовавшись этим, Конрад предъявил свои права на пфальцграфство Бургундию как ближайший родственник убитого племянника. Здесь его интересы столкнулись с интересами Райнальда (Рено), двоюродного дяди Гийома по мужской линии. Вначале победу в конфликте праздновал Рено, графский титул достался именно ему. Но став графом, Рено III отказался признавать сюзеренитет императора Лотаря Суплинбургского. Конфликт разгорелся с новой силой. Лотарь, нуждавшийся в поддержке против своих соперников из династии Штауфенов (Гогенштауфенов), поддержал права Конрада. Он назначил его наместником Бургундии, присвоив ему титул «ректора».
Но после смерти в 1138 году Лотаря отношение Конрада к Штауфенам резко изменилось. На выборах 1138 года он поддержал кандидатуру франконского герцога Конрада Гогенштауфена. В знак благодарности избранный германским королём Конрад III объявил о конфискации владений Рено III и передаче их Конраду фон Церингену. В военных действиях победу одержал Конрад. Он пленил Рено и доставил его императору. В результате Рено III хоть и сохранил свой титул, но лишился части своих владений, а также вынужден был согласиться на жёсткий контроль за пфальцграфством со стороны императора. Осуществлять такой контроль стал Конрад фон Церинген, сохранивший титул «ректор Бургундии».
Конрад умер в 1152 году и был похоронен в фамильном склепе Церингенов в монастыре Святого Петера.

## Брак и дети
Конрад был женат на Клеменции, дочери графа Жоффруа Намюрского и Эрмезинды Люксембургской, графини де Лонгви, дочери Конрада I, графа Люксембурга. В этом браке родились:
- Конрад (ум. в детстве)
- Бертольд IV фон Церинген, герцог Церингенский с 1152 года
- Рудольф фон Церинген (ум. 5 августа 1191 года), епископ Льежский (с 1167) и архиепископ Майнцский
- Адальберт Текский, (ум. после 1195 года), основатель линии герцогов Текских
- Гуго (ум. 5 февраля 1203 года, герцог Ульмбургский
- Клеменция (ум. до 1167 года), в 1147—1162 годах замужем за Генрихом Львом